# Watamu
Watamu (dal Kiswahili "gente dolce") è un villaggio del Kenya situato nella contea di Kilifi.
Le principali fonti economiche del villaggio sono il turismo e la pesca.

## Localizzazione
Watamu sorge sulla costa keniota a circa 110 km a nord-est da Mombasa e 15 km a sud di Malindi.
Si estende sul tratto di costa che va dal Mida Creek al villaggio di Mayungu, e, verso l'entroterra fino al villaggio e alle rovine di Gede.

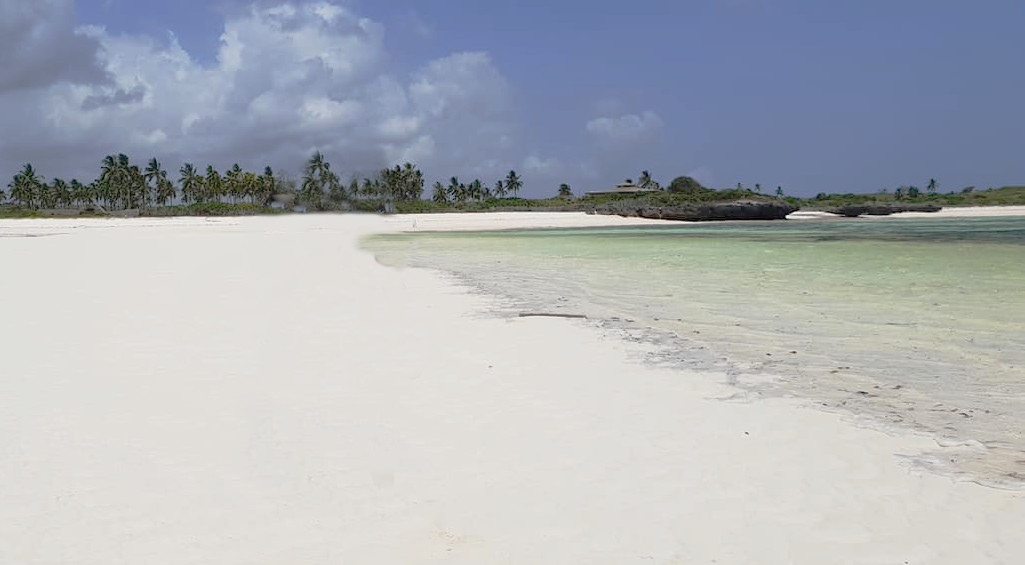
Watamu Beach

Partendo dal Mida Creek e procedendo verso nord, la costa di Watamu è formato dalla spiaggia di Short beach, Garoda beach, Long beach, Turtle Bay, Watamu beach, dalla baia denominata Blue Lagoon, dalla baia denominata Watamu Bay, dalla spiaggia di Ocean Breeze, dal tratto di scogliera di Kanani e dalla lunga spiaggia di Jacaranda. Turtle Bay e Blue Lagoon sono separate da una stretta striscia di sabbia che culmina con un promontorio roccioso chiamato Kibirijini. Turtle Bay e Watamu Bay si allungano, sispettivamente verso sud e verso nord, per diventare delle lunghe strisce sabbiose di fronte ad una barriera corallina che corre per chilometri lungo la costa. Blue Lagoon invece, è più piccola e a forma di un semicerchio allungato; il collegamento col mare aperto è piuttosto ambio e disseminato di isolotti rocciosi.
L'attuale villaggio di Watamu ha una storia piuttosto recente, iniziata nel 1937 quando una famiglia irlandese fece naufragio intorno a Watamu e successivamente si stabilì a vivere a Turtle Bay. Lo sviluppo vero e proprio avvenne tuttavia sono intorno agli anni 50-60 quando il governo iniziò a concedere in locazione appezzamenti di terra lungo la spiaggia, principalmente ai coloni bianchi del Kenya e ai visitatori internazionali interessati. Nel 1951 venne costruito il primo albergo, l'Ocean Sports nella Turtle Bay, che aveva iniziato come bar sulla spiaggia, proprio nel luogo dove viveva la famiglia irlandese. Successivamente anche famiglie di pescatori Bajuni iniziarono a stabilirsi nel villaggio e anche i keniani  poterono accedere allo schema di insediamenti governativo, favorendo lo sviluppo urbanistico del luogo.
Il comprensorio di Watamu è parte integrante del Parco nazionale marino e riserva di Watamu e, più in particolare, la spiaggia Garoda-Turtle Bay è protetta come Parco Marino in quanto, lungo questo tratto di spiaggia, non è difficile imbattersi in nidi di tartarughe marine nel mese di marzo. Per aiutare il Kenya Wildlife Service nel mantenere pulite e controllate le spiagge di Watamu, la comunità locale assieme ad alcuni operatori turistici della zona hanno formato la Watamu Marine Association.

## Economia
L'economia di Watamu è principalmente basata sul turismo e sulle attività ad esso legate. Molti, infatti, sono i resort e le strutture ricettive per turisti. Watamu è una meta per il turismo di tutto il mondo sebbene la maggior parte dei turisti sia di origini italiane e inglesi. Sono infatti moltissimi gli italiani che hanno deciso di trasferirsi stabilmente o stagionalmente nelle zone di Watamu e Malindi, creando attività commerciali come ristoranti, agenzie di safari e strutture e servizi per il turista.

## Collegamenti e trasporti

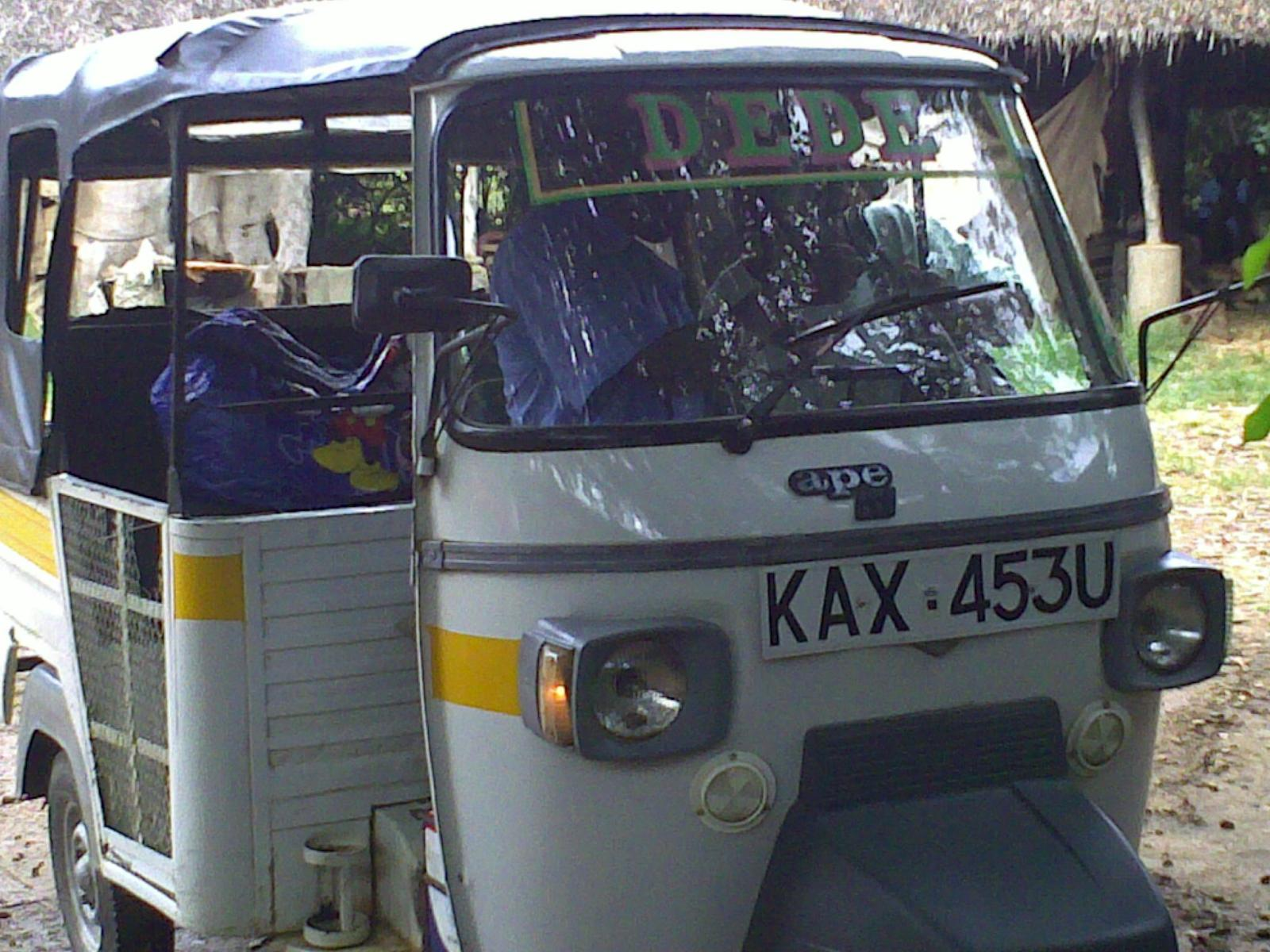
Tuk-Tuk a Watamu

Watamu sorge a 15 km dall'aeroporto di Malindi che gestisce gli spostamenti nazionali verso i maggiori aeroporti, e dista 120 km circa dal Moi International Airport di Mombasa.

Per muoversi nella zona di Watamu è presente una fitta rete di mezzi di trasporto privati quali tuk-tuk (mezzi di trasporto per un massimo di tre passeggeri) o piki-piki (motociclette con conducente). Per i raggiungere Malindi o Mombasa sono presenti minibus locali chiamati matatu che possono portare fino a 14 passeggeri. Vista la scarsa manutenzione dei mezzi e la pericolosità degli stessi, è comunque consigliato l'uso di taxi privati che, a fronte di una spesa maggiore, possono garantire più comfort e sicurezza per i passeggeri.

## Società

### Evoluzione demografica
Il villaggio di Watamu è abitato soprattutto dalla tribù Bajuni, derivante dall'incrocio fra gli uomini arabi e le donne Giriama locali all'epoca della tratta araba degli schiavi. Le zone limitrofe, invece, sono abitate dalla tribù Giriama e dalle altre tribù del Kenya (Kikuyu, Luo, Kisii, Kamba) che hanno raggiunto le coste keniote per trovare lavoro nel settore del turismo.

Oltre alla popolazione locale, numerosa è la comunità inglese che risale all'epoca del colonialismo britannico e la comunità italiana. Altre comunità presenti a Watamu sono quelle indiana, somala e araba, in numero notevolmente inferiore alle due comunità europee citate in precedenza.

## Dintorni di Watamu

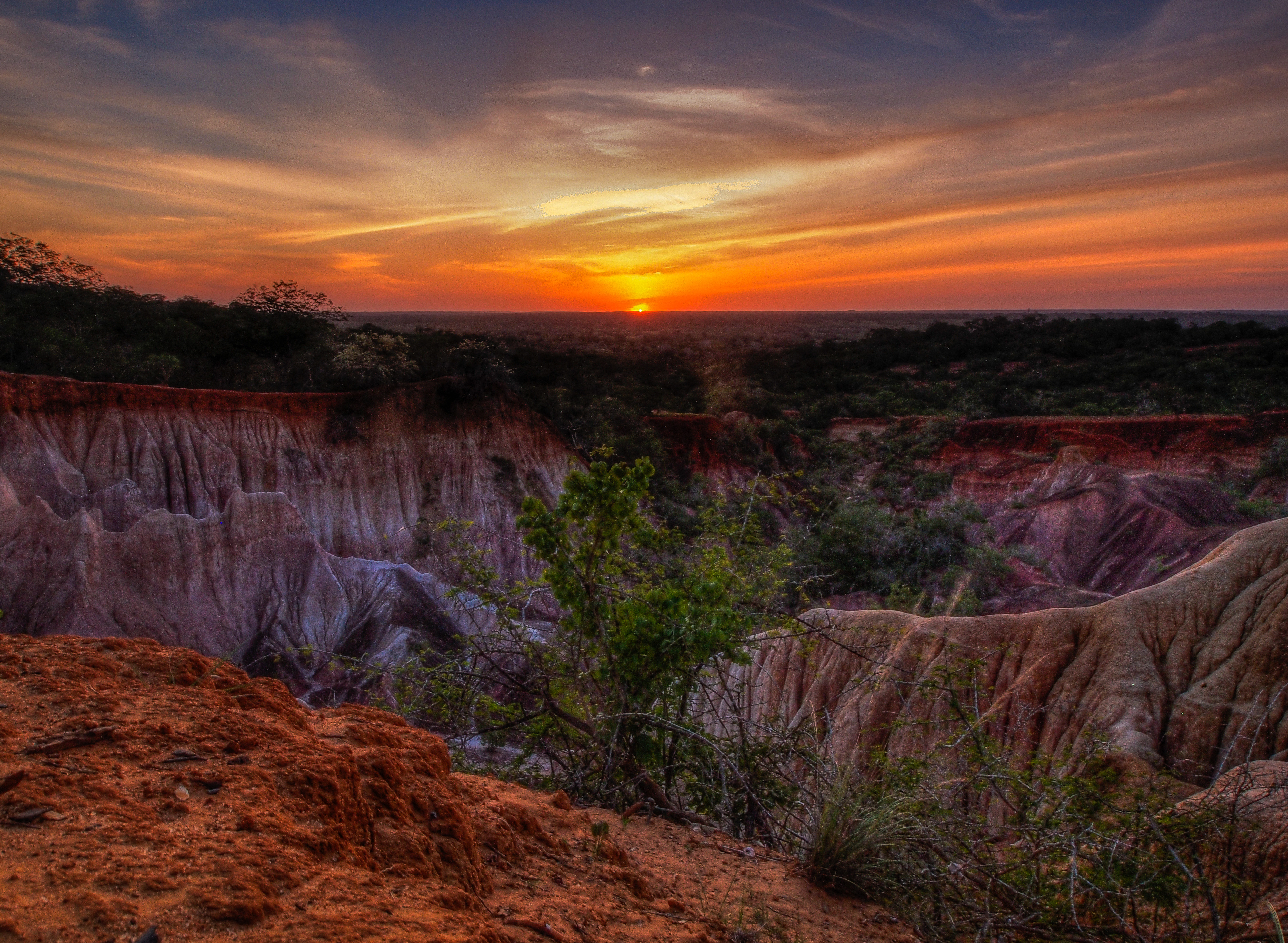
Tramonto a Marafa

Watamu è scelta da molti turisti come punto di partenza per le proprie escursioni, in quanto sorge in una posizione strategica rispetto alle attrattive naturalistiche della zona.

Nelle vicinanze del villaggio si possono infatti trovare moltissimi luoghi di rilievo quali parchi naturali e anche uno dei pochi siti storici del Kenya. Le attrattive maggiori, oltre al già citato Parco marino, sono il Parco delle Mangrovie di Mida, le Rovine di Gede e la foresta dell'Arabuko Sokoke.
Poco distanti da Watamu si possono trovare inoltre il canyon di Marafa e il Parco Nazionale dello Tsavo.